# Большая Кузъелга
Большая Кузъелга (баш. Оло Күҙйылға) — река в России, протекает по Башкортостану. Устье реки находится в 58 км от устья по левому берегу реки Малый Инзер. Длина реки составляет 13 км.

## Данные водного реестра
По данным государственного водного реестра России относится к Камскому бассейновому округу, водохозяйственный участок реки — Сим от истока и до устья, речной подбассейн реки — Белая. Речной бассейн реки — Кама.
Код объекта в государственном водном реестре — 10010200612111100019638.